# Thüringer Landessozialgericht

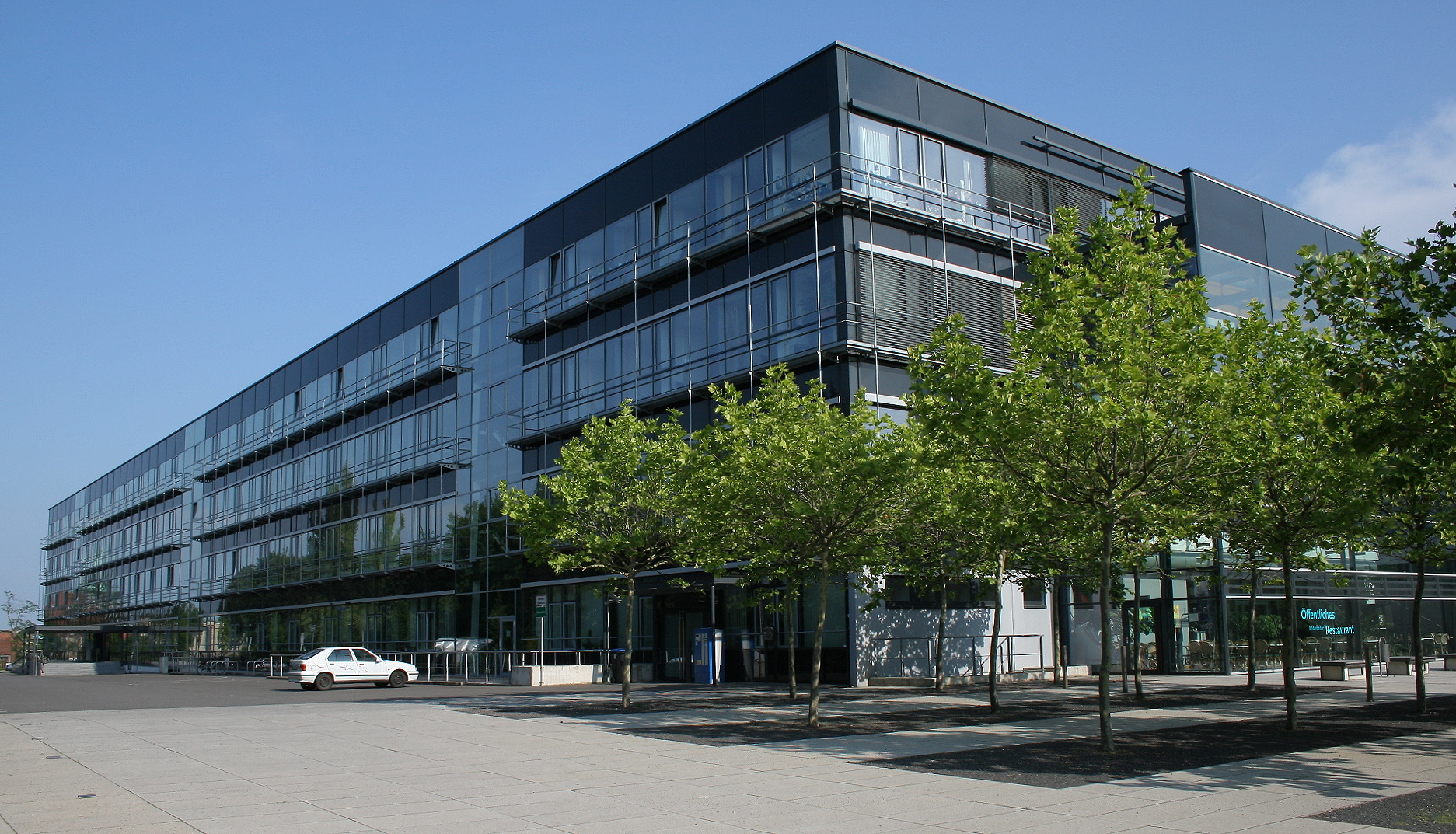
Justizzentrum Erfurt

Das Thüringer Landessozialgericht ist ein Gericht der Sozialgerichtsbarkeit und das Landessozialgericht (LSG) des Freistaates Thüringen. Präsidentin ist seit dem 2. März 2020 Kerstin Jüttemann. Damit steht zum ersten Mal eine Frau an der Spitze dieses Gerichts.

## Gerichtssitz und -bezirk
Das Gericht hat seinen Sitz in der Landeshauptstadt Erfurt. Der Gerichtsbezirk umfasst das Gebiet des gesamten Bundeslandes. In ihm leben fast 2,3 Millionen Menschen.

## Gerichtsgebäude

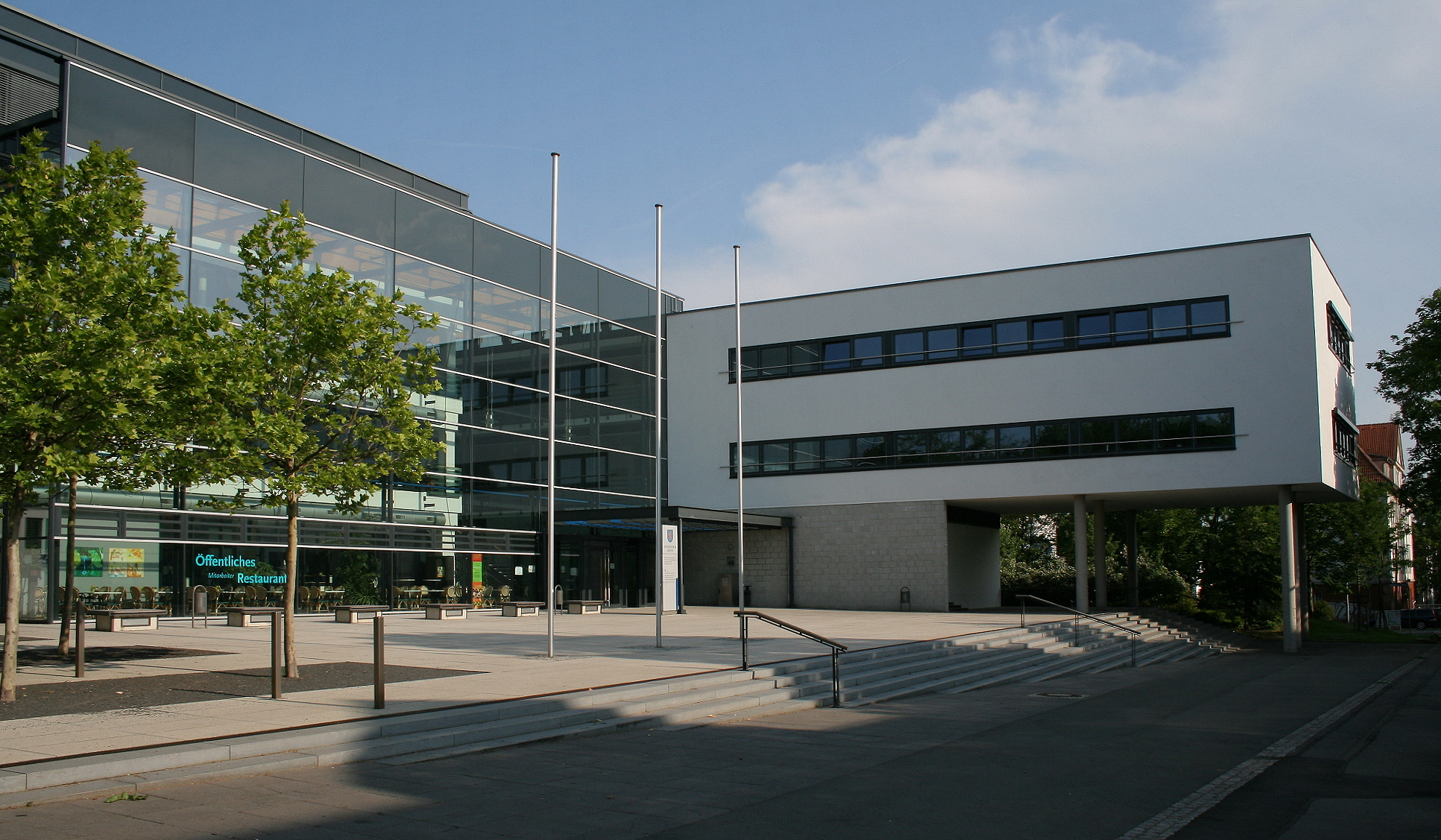
Eingangsbereich des Gerichtsgebäudes

Das Gericht ist seit 2001 im Justizzentrum Erfurt Rudolfstraße 46 untergebracht. Das im Stadtteil Brühl gelegene Justizzentrum wurde ab 1999 errichtet. Dazu wurde ein Produktionsgebäudes des ehemaligen Büromaschinenherstellers Optima umgebaut.

## Über- und nachgeordnete Gerichte
Dem Thüringer Landessozialgericht ist das Bundessozialgericht übergeordnet. Nachgeordnete Gerichte sind die Sozialgerichte Altenburg, Gotha, Meiningen und Nordhausen.

## Leitung
- Ab 9. November 1993: Gunter Becker, * 17. Dezember 1941
- 2017–Januar 2020: Fritz Keller
- Seit 2. März 2020: Kerstin Jüttemann[1]